# Obie Award
Der Obie Award oder Off-Broadway Theater Award ist ein US-amerikanischer Theaterpreis für Leistungen in Off-Broadway- und Off-Off-Broadway-Produktionen. Damit grenzt er sich von den Tony Awards ab, mit denen nur Leistungen am Broadwaytheater ausgezeichnet werden. Der Obie Award wurde 1956 von der New Yorker Zeitung The Village Voice gestiftet und seitdem verliehen. Seinen Namen verdankt er der englischsprachigen Abkürzung „O.B.“ für „Off-Broadway“.

## Geschichte
Die Obie Awards wurden vom Village-Voice-Herausgeber Edwin „Ed“ Fancher und dem Film- und Theaterkritiker Jerry Tallmer ins Leben gerufen. Er wird sowohl für Off-Broadway- als auch für Off-Off-Broadway-Vorstellungen vergeben.
Diesen Preis erhalten Schauspieler, die herausragende Leistungen in eben solchen Off-Broadway-Stücken zeigen.
Vergeben wird der Obie Award in folgenden Kategorien, jedoch nicht in jeder jährlich.
- Schauspielerische Leistung (Performance)
- Regie (Direction)
- Beste Theaterproduktion (Best Production)
- Design
- Besondere Erwähnungen (Special Citations)
- Nachhaltiges Wirken (Sustained Achievement)
- Lebenswerk (Lifetime Achievement)

Anfangs waren Kategorien nach Bühnenart der Vorstellung und Geschlecht der Schauspieler vergeben. Heute gibt es die gemeinsame Kategorie Performance für männliche und weibliche Bühnenkünstler, die mit mehreren Künstlern besetzt wird. Die Nominierungen für den Preis werden nicht offiziell angekündigt.
The Village Voice zeichnet auch jährliche Förderungen für ausgewählte Theatergesellschaften mit insgesamt 10.000 Dollar aus. Hinzu kommt noch der Ross-Wetzsteon-Förderpreis in Höhe von 2000 Dollar, der nach einem ehemaligen Theaterdirektor benannt ist. Dieser Förderpreis wird für innovative amerikanische Bühnenproduktionen gespendet.
Andere Off-Broadway-Preise sind der Lucille Lortel Award, der Drama Desk Award, der Drama League Award und der Outer Critics Circle Award.
Die Obie Awards sind von den OAAA OBIE Awards der Out of Home Advertising Association of America zu unterscheiden, mit denen kreative Außenwerbung-Kampagnen in den Vereinigten Staaten ausgezeichnet werden.